# Vigo Thieves
Vigo Thieves is een indierockband uit Wishaw, Schotland, opgericht in 2008. De groep bestaat momenteel uit Stevie Jukes (zang/gitaar), Barry Cowan (gitaar/achtergrondzang), Gordon Phipps (basgitaar) en Al Jukes (drums).
De groep bracht tot op heden enkel een ep uit op zelfstandige basis die onder meer verkrijgbaar is via iTunes.

## Geschiedenis

### Beginjaren
Het viertal uit Schotland speelde op maandelijkse basis in een plaatselijke club te Wishaw. Naar eigen zeggen werd hier de basis gevormd van hun eigenlijke klank. Hun muziek beschrijven ze zelf als indie rock met invloeden vanuit de popscene daterende uit de jaren 80. Voornamelijk New Order, Simple Minds en U2 duiden ze aan als hun grootste bron van inspiratie.
De band bracht vervolgens een eerste ep uit onder de naam "Heart and Soul, Part I" bestaande uit zes nummers. Het nummer "Heartbeats" bereikte reeds (telling 2014) meer dan 88.000 hits op YouTube.
Het nummer "Heartbeats" werd tevens gebruikt voor de promofilm van het Schotse festival T in the Park 2012, waardoor de groep meer in de belangstelling kwam te staan bij een groter publiek. Vigo Thieves trad eveneens op, op T In The Park in 2012.
Na de release van "Heart and Soul, Part I" bracht de groep de single "Forever" uit, waarrond een tour werd gevormd doorheen het Verenigd Koninkrijk.

## Bandleden
- Stevie Jukes - Zang en gitaar
- Barry Cowan - Gitaar en achtergrondzang
- Gordon Phipps - Bass
- Al Jukes - Drums

## Discografie

### Ep's
- Heart And Soul, Part 1